# Groenlandiano
Nella scala dei tempi geologici il Groenlandiano è il primo dei tre piani in cui è diviso l'Olocene, parte del Quaternario.
È compreso tra 0,117 e 0,0082 milioni di anni fa (Ma).
È stato ufficialmente ratificato ufficialmente nel giugno del 2018 dalla Commissione internazionale di stratigrafia assieme a i successivi piani del Nordgrippiano e del Meghalayano.
Il limite inferiore dell'era groenlandese è il campione GSSP del North Greenland Ice Core Project nella Groenlandia centrale (75.1000°N 42.3200°W).  Il GSSP groenlandese è stato correlato con la fine del Younger Dryas (da quasi glaciale a interglaciale) e uno "spostamento dei valori in eccesso del deuterio".